# Birgit Weyel
Birgit Weyel (* 1964 in Siegen) ist eine deutsche evangelische Theologin. Sie ist seit 2007 Professorin für Praktische Theologie an der Evangelisch-Theologischen Fakultät der Eberhard Karls Universität Tübingen.

## Leben und Wirken
Birgit Weyel absolvierte nach dem Studium der evangelischen Theologie in Bonn und Berlin ihr Vikariat in Berlin-Mitte, wo sie 1992 ordiniert wurde. 1997 wurde sie mit einer Arbeit zu Ostern als Thema der Göttinger Predigtmeditationen an der Humboldt-Universität zu Berlin promoviert. 2004 folgte die Habilitation zum Thema Praktische Bildung zum Pfarrberuf. Seit 2007 hat sie den Lehrstuhl für Praktische Theologie mit den Schwerpunkten Seelsorgelehre und Pastoraltheologie an der Universität in Tübingen inne. Seit 2022 ist sie dort Dekanin der Evangelisch-Theologischen Fakultät. Rufe an die Ludwig-Maximilians-Universität München (2006) sowie an die Humboldt-Universität zu Berlin (2013/2014) lehnte sie ab.

### Forschung
Birgit Weyels praktisch-theologische Arbeit ist geprägt durch einen empirischen Zugang und interdisziplinäre Kooperation. Ihre Forschungstätigkeit richtet sich auf die Wahrnehmung und Reflexion gegenwärtiger Religionspraxis in ihren kirchlichen wie gesellschaftlichen Kontexten. Sie hat unter anderem Arbeiten zur Kasualtheorie, zur Homiletik und zur Netzwerktheorie vorgelegt. Ein weiterer Schwerpunkt ihrer Forschung ist die Sakralisierung von Texten in der DFG-Forschungsgruppe FOR 2828, deren Sprecherin sie ist. Darüber hinaus hat sie Beiträge zur Internationalisierung der Praktischen Theologie durch die Herausgabe des International Handbooks of Practical Theology geleistet.
Sie ist Gründungsvorsitzende des Arbeitskreises für Empirische Religionsforschung und gehörte dem wissenschaftlichen Beirat der V. Kirchenmitgliedschaftsuntersuchung der EKD an. Seit 2023 ist sie Vice-President der  Academy of Practical Theology. 

## Publikationen
Monographien
- Ostern als Thema der Göttinger Predigtmeditationen. Eine homiletische Analyse zu Text und Wirklichkeit in der Predigtarbeit (Arbeiten zur Praktischen Theologie 35), Göttingen 1999.
- (gem. mit Michael Meyer-Blanck) Arbeitsbuch Praktische Theologie. Ein Begleitbuch zu Studium und Examen, Gütersloh 1999.
- Praktische Bildung zum Pfarrberuf. Das Predigerseminar Wittenberg und die Entstehung einer zweiten Ausbildungsphase evangelischer Pfarrer in Preußen (Beiträge zur historischen Theologie 134), Tübingen 2006.
- (gem. mit Michael Meyer-Blanck) Studien- und Arbeitsbuch Praktische Theologie, Göttingen 2008.
- (gem. mit Felix Roleder) Vernetzte Kirchengemeinde. Analysen zur Netzwerkerhebung der V. Kirchenmitgliedschaftsuntersuchung der EKD, Leipzig 2019

Herausgeberschaften
- (gem. mit Jürgen Henkys) Einheit und Kontext. Praktisch-theologische Theoriebildung im gesellschaftlichen Umfeld. Festschrift für Peter C. Bloth zum 65. Geburtstag (Studien zur Theologie 14), Würzburg 1996.
- (gem. mit Wilhelm Gräb) Praktische Theologie und protestantische Kultur, Gütersloh 2002.
- (gem. mit Wilhelm Gräb) Religion in der modernen Lebenswelt. Erscheinungsformen und Reflexionsperspektiven, Göttingen 2005.
- (gem. mit Volker Drehsen und Wilhelm Gräb) Kompendium Religionstheorie, Göttingen 2005.
- (gem. mit Wilhelm Gräb) Handbuch Praktische Theologie, Gütersloh 2007.
- (gem. mit Kristin Merle) Seelsorge. Quellen von Schleiermacher bis zur Gegenwart, Tübingen 2009.
- (gem. mit Hans-Joachim Eckstein und Ulrich Heckel) Kompendium Gottesdienst. Der evangelische Gottesdienst in Geschichte und Gegenwart, Tübingen 2011.
- (gem. mit Peter Bubmann) Praktische Theologie und Musik (Veröffentlichungen der Wissenschaftlichen Gesellschaft für Theologie 34), Gütersloh 2012.
- (gem. mit Wilhelm Gräb und Hans-Günter Heimbrock) Praktische Theologie und empirische Religionsforschung, Leipzig 2013.
- (gem. mit Friedrich Schweitzer und Volker Drehsen) Christian Palmer und die Praktische Theologie, Jena 2013.
- (gem. mit Klaus Antoni et al.) Heilige Texte. Literarisierung der Religion und Sakralisierung der Literatur im modernen Roman, Münster 2013.
- (gem. mit Lars Charbonnier und Matthias Mader) Religion und Gefühl. Praktisch-theologische Perspektiven einer Theorie der Emotionen. Festschrift für Wilhelm Gräb zum 65. Geburtstag (Arbeiten zur Pastoraltheologie, Liturgik und Hymnologie 75), Göttingen 2013.
- (gem. mit Beate Jakob) Menschen mit Depression. Orientierungen und Impulse für die Praxis in Kirchengemeinden, Gütersloh 2014.
- (gem. mit Peter Bubmann) Kirchentheorie. Praktisch-theologische Perspektiven auf die Kirche (Veröffentlichungen der Wissenschaftlichen Gesellschaft für Theologie 41), Leipzig 2014
- (gem. mit Hanna Kasparick und Hartmut Kühne) Gehrock, T-Shirt und Talar. 200 Jahre Evangelisches Predigerseminar Wittenberg, Berlin 2016.
- (gem. mit Kristin Merle und Bernhard Eisel): Schaustellerseelsorge interdisziplinäre Zugänge zu Lebenswelt und Religion von Menschen "auf der Reise" (= Interdisziplinäre Studien zur Praktischen Theologie, Bd. 2). Garamond, Gera 2017, ISBN 978-3-946964-09-4.
- (gem. mit Peter Bubmann, Kristian Fechtner, Konrad Merzyn, Ark Nitsche), Gemeinde auf Zeit. Gelebte Kirchlichkeit wahrnehmen (Praktische Theologie heute Bd. 160), Stuttgart 2018
- (gem. mit Gerald Kretzschmar und Friedrich Schweitzer): 200 Jahre Praktische Theologie. Fallstudien zur Geschichte der Disziplin an der Universität Tübingen (= Praktische Theologie in Geschichte und Gegenwart, Bd. 28). Mohr Siebeck, Tübingen 2018, ISBN 978-3-16-156304-1.
- (gem. mit Wilhelm Gräb, Emmanuel Lartey und Cas Wepener): International Handbook of Practical Theology. De Gruyter 2022. https://doi.org/10.1515/9783110618150

Festschrift
- Kristin Merle u. a. (Hrsg.): Prekäres Wissen. Praktische Theologie im Horizont postkolonialer Theorien. Festschrift für Birgit Weyel (= Arbeiten zur praktischen Theologie, Bd. 94). Evangelische Verlagsanstalt, Leipzig 2024, ISBN 978-3-374-07604-8.